# Clásica de Almería 2018
La Clásica de Almería 2018, trentatreesima edizione della corsa e valevole come evento dell'UCI Europe Tour 2018 categoria 1.HC, si svolse l'11 febbraio 2018 su un percorso di 185,1 km, con partenza da Almería e arrivo a Roquetas de Mar, in Spagna. La vittoria fu appannaggio dell'australiano Caleb Ewan, il quale completò il percorso in 4h35'28", alla media di 40,317 km/h, precedendo l'olandese Danny van Poppel e il belga Timothy Dupont.
Sul traguardo di Roquetas de Mar 129 ciclisti, su 133 partiti da Almería, portarono a termine la competizione.

## Squadre e corridori partecipanti
| N.    | Cod. | Squadra                     |
| ----- | ---- | --------------------------- |
| 1-7   | MTS  | Mitchelton-Scott            |
| 11-17 | BOH  | Bora-Hansgrohe              |
| 21-27 | MOV  | Movistar Team               |
| 31-37 | SVB  | Sport Vlaanderen-Baloise    |
| 41-47 | TKA  | Team Katusha Alpecin        |
| 51-57 | CCC  | CCC Sprandi Polkowice       |
| 61-67 | BBH  | Burgos-BH                   |
| 71-77 | RNL  | Roompot-Nederlandse Loterij |
| 81-87 | COF  | Cofidis                     |
| 91-97 | WGG  | Wanty-Groupe Gobert         |

| N.      | Cod. | Squadra                       |
| ------- | ---- | ----------------------------- |
| 101-107 | GAZ  | Gazprom-RusVelo               |
| 111-117 | TDE  | Direct Énergie                |
| 121-127 | RLY  | Rally Cycling                 |
| 131-137 | CJR  | Caja Rural-Seguros RGA        |
| 141-147 | AST  | Astana Pro Team               |
| 151-157 | EUK  | Team Euskadi                  |
| 161-167 | TLJ  | Team Lotto NL-Jumbo           |
| 171-176 | QST  | Quick-Step Floors             |
| 181-187 | EUS  | Euskadi Basque Country-Murias |
| 191-196 | VWC  | Veranda's Willems-Crelan      |

## Ordine d'arrivo (Top 10)
| Pos. | Corridore          | Squadra    | Tempo    |
| ---- | ------------------ | ---------- | -------- |
| 1    | Caleb Ewan         | Mitchelton | 4h35'28" |
| 2    | Danny van Poppel   | Lotto NL   | s.t.     |
| 3    | Timothy Dupont     | Wanty      | s.t.     |
| 4    | Hugo Hofstetter    | Cofidis    | s.t.     |
| 5    | Florian Sénéchal   | Quick-Step | s.t.     |
| 6    | Marko Kump         | CCC        | s.t.     |
| 7    | Mads Würtz Schmidt | Katusha    | s.t.     |
| 8    | Carlos Barbero     | Movistar   | s.t.     |
| 9    | Edward Planckaert  | Sport Vl.  | s.t.     |
| 10   | Jon Aberasturi     | Euskadi    | s.t.     |